# 남오세티야 자치주

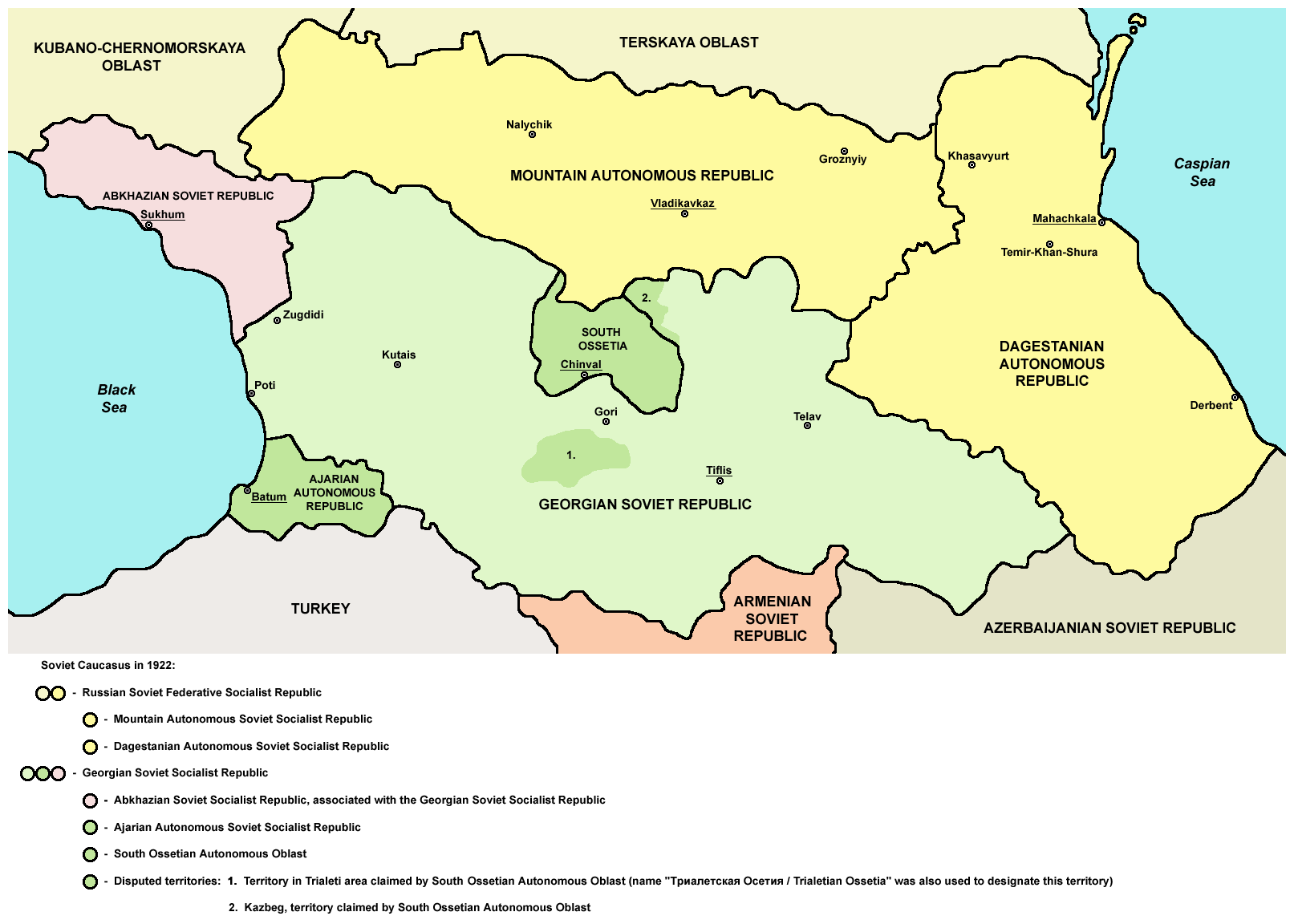

남오세티야 자치주(러시아어: Юго-Осетинская автономная область 프고오세틴스카야 아브토놈나야 오블라스트[*], 오세트어: Хуссар Ирыстоны автономон бӕстӕ 히차르 이르스토느 아브토노몬 바스타, 조지아어: სამხრეთ ოსეთის ავტონომიური ოლქი)는 소비에트 연방 그루지야 소비에트 사회주의 공화국의 자치주였다. 지금의 남오세티야이다. 1922년 4월 20일에 생겨났다. 자치주는 1990년 12월 10일에 폐지되었다. 중심지는 츠힌발리였다.